# Мінден
Мінден (нім. Minden) — місто районного підпорядкування в Німеччині, на північному сході Північного Рейну-Вестфалії, в 45 км на північний схід від Білефельда. Населення — 81 904 людини (4-й за величиною в регіоні Східна Вестфалія-Ліппе). Розташований на берегах річки Везер, є центром східно-вестфальського району Мінден-Любекке і підпорядкований адміністративному округу Детмольд.

## Історія
Історичний центр Мінденської землі. Мінден — колишнє єпископське місто (центр Мінденской єпархії і єпископства), засноване понад 1200 років тому. Після Вестфальського миру 1648 р. було приєднано до Пруссії і стало містом-укріпленням і центром князівства Мінден, з 1719 р. — центр Мінден-Равенсберга, з 1816 р. — центр адміністративного округу Мінден.

## Пам'ятки
- У Міндені знаходиться другий за довжиною водний міст в Європі, по якому Середньонімецький канал перетинає річку Везер.
- У місті збереглися численні споруди в стилі везерського ренесансу, у тому числі Мінденський собор — архітектурний символ міста. У вівтарі собору розміщене перше зображення клавесину з 1425 року.[джерело?]

## Фотографії

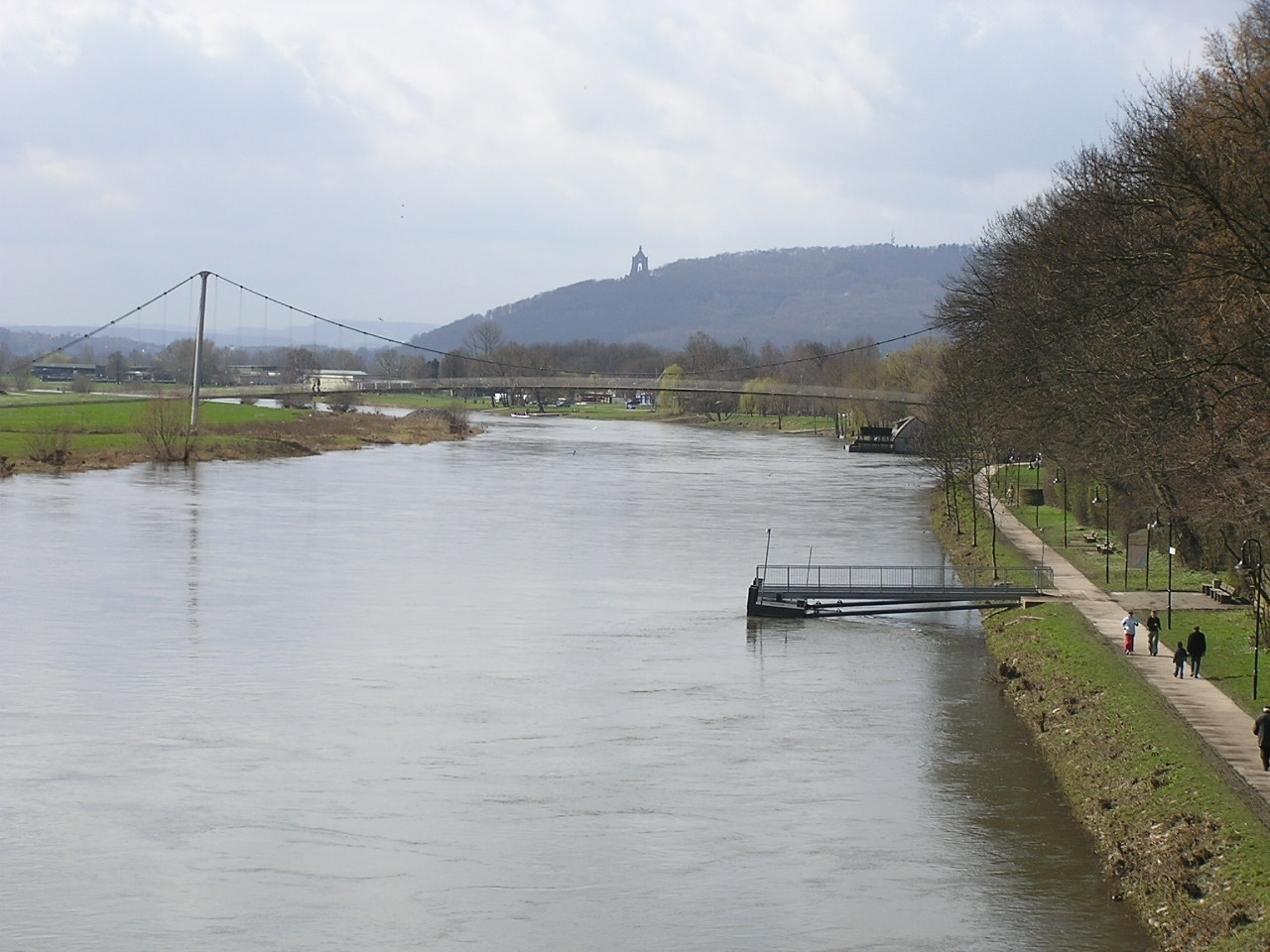
Вигляд з Міндена на Порту Вестфаліка
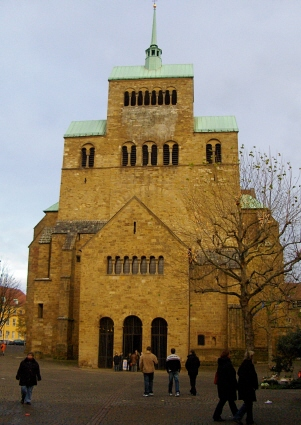
Собор в Міндені